# Кросспостинг
Кросспостинг в Интернете — автоматическое, полуавтоматическое или ручное размещение или отправка одного и того же сообщения, статьи, ссылки или темы на адреса электронной почты, в форумах, блогах, либо на иной формы сайтах или в публичных переписках, в том числе и в режиме онлайнового общения (например, IRC, CommFort, Skype).

## В блогосфере
Цели кросспостинга:
- Наращивание ссылочной массы и показателей тИЦ и Google PR
- Привлечение трафика с бесплатных блог-площадок
- Увеличение популярности в блогосфере (создание имиджа)

Плюсы бесплатных блог-сервисов:
- Большой охват аудитории
- Множество тематических сообществ
- Возможность «френдить»
- Бесплатность и доступность каждому

Преимущества кросспостинга:
- Дополнительный трафик
- Быстрая индексация
- Бонусы к продвижению (ссылки придают некоторый вес той странице, где размещен материал статьи)

Минусы кросспостинга:
- Попадание под фильтры поисковых систем
- Падение вашего основного блога в различных рейтингах

## Фидонет
Кросспостинг в Фидонете — умышленное помещение одного и того же сообщения в несколько различных эхоконференций, с соответствующей пометкой в каждом из таких сообщений (строки Crossposted to с указанием эхоконференций). Совершается в редакторе сообщений простановкой в текст сообщения строки, начинающейся с символов XC: со списком эхоконференций.